# 完者都
完者都（转写：Öljaitü qan；波斯语：‎或‎ Muhammad Khodābandeh；1280年—1316年12月16日）原名合儿班答，蒙古人，阿魯渾第三子，合贊之弟，伊兒汗國的第八任君主。1304年7月21日 -1316年12月16日在位。
完者都的母親兀鲁克哈敦是聶斯妥里教徒，他本人早年以尼古拉斯之教名接受洗禮，後改宗回教什葉派。他开始镇守呼罗珊。1304年5月17日，哥哥合赞去世，完者都受遗命，继承汗位。
他建立新都苏丹尼叶城，在新都建立学校。以拉施德丁为宰相，由他编著史书《史集》。杀死海合都的儿子阿剌弗朗和支持他的呼罗珊统帅哈儿忽答。他先后征服歧兰、也里，进军叙利亚。元成宗、元武宗也多次派人出使伊儿汗国，命都哇、察八儿与完者都议和，颁赐印玺“真命皇帝和顺万夷之宝”。完者都和罗马教宗、英格兰国王、法兰西国王，也有书信往来。
1313年，伊兒汗蒙古人在所建的首都苏丹尼叶城修建了完者都（Öljaitü）陵墓。陵墓是波斯建筑的典范，内部装饰出色， 50米高覆盖蓝陶片的圆顶，是伊朗现存的最早双层圆屋顶建筑，是伊斯兰建筑史上的重要里程碑，学者形容为“泰姬陵的先驱”。2005年列聯合國文化遺產。

## 延伸阅读
[在维基数据编辑]
 《新元史/卷109》，出自柯劭忞《新元史》
 在维基共享资源阅览影像